# 福氏鰓脂鯉
福氏鰓脂鯉，為輻鰭魚綱脂鯉目脂鯉亞目半齒脂鯉科的其一種，分布於南美洲黑河、托坎廷斯河、鑫谷河、埃塞奎博河、奧里諾科河等流域，體長可達14.4公分，棲息在底中層水域，生活習性不明。